# Европейска роботизирана ръка
Европейската роботизирана ръка (на английски: European Robotic Arm (ERA)) е роботизирана ръка, разработвана от Европейската космическа агенция, която ще бъде прикачена към руски компонент на Международната космическа станция. Това е първата роботизирана ръка, която ще работи на руския сегмент от станцията и е допълнение към вече инсталираните на „Пирс“ 2 руски товарни крана „Стрела“.

## Основни характеристики
Интелигентният космически робот има няколко интересни характеристики. Една от най-забележителните е възможността му да се разхожда по външната част на станцията посредством собствено управление, като може да изпълнява много задачи автоматично или полуавтоматично. Така ERA оставя операторите си да вършат друга работа, вместо да я контролират постоянно. По-специфичната му работа е следната:
- инсталация и разгръщане на слънчевите панели
- замяна на слънчевите панели
- инспекция на станцията
- поемане на пристигащи (външни) товари
- придружаване на астронавтите по време на космическите разходки

МКС вече има една роботизирана ръка – Канадарм2, но поради някои различия тя не може да бъде използвана за извършване на работа по/от руската част на МКС. Европейската роботизирана ръка е по-малка и по-слаба от Канадарм2. За нея няма планирана „ръка“ или Манипулатор за специални цели „Декстър“.
Разработена е от Европейската космическа агенция (ЕКА) и ще бъде изстреляна от руската ракета-носител „Протон“, след което астронавтите от МКС ще я пригодят за работа. По време на изстрелването, ERA е прикачена към Многофункционалния лабораторен модул. Той ще служи и като база за робота.

## Контрол над ERA
Астронавтите могат да контролират ERA и отвътре и извън станцията. Вътрешния контрол използва лаптоп, който показва ERA и заобикалящата я среда. Външният контрол използва интерфейс, който може да бъде използван от астронавта, когато е в скафандър.

## Състояние на проекта
- През 2005 година са извършени последни приготовления.
- През май 2010 година е изстреляна резервна лакътна свръзка с полет STS-132 на космическа совалка „Атлантис“.
- Очакваното изстрелване през март 2012 година заедно с Многофункционален лабораторен модул „Наука“[1] е преместено за лятото на 2013 година,[2] а по-късно е отменено за 2014 година.[3]

## Параметри
| Дължина                                    | 11,3 m  |
| Максимален диаметър                        | 4,11 m  |
| Маса                                       | 630 kg  |
| Максимална маса на поет товар              | 8000 kg |
| Точност при определяне на местоположението | 5 mm    |